# Liceia
Liceia é uma povoação portuguesa sede da Freguesia de Liceia do Município de Montemor-o-Velho, freguesia com 13,20 km² de área e 1051 habitantes (censo de 2021), tendo, por isso, uma densidade populacional de 79,6 hab./km².

## História
A freguesia pertenceu ao antigo concelho de Cadima, extinto em 31 de dezembro de 1853, tendo sido integrada no de  Montemor-o-Velho (atual município), a partir dessa data.

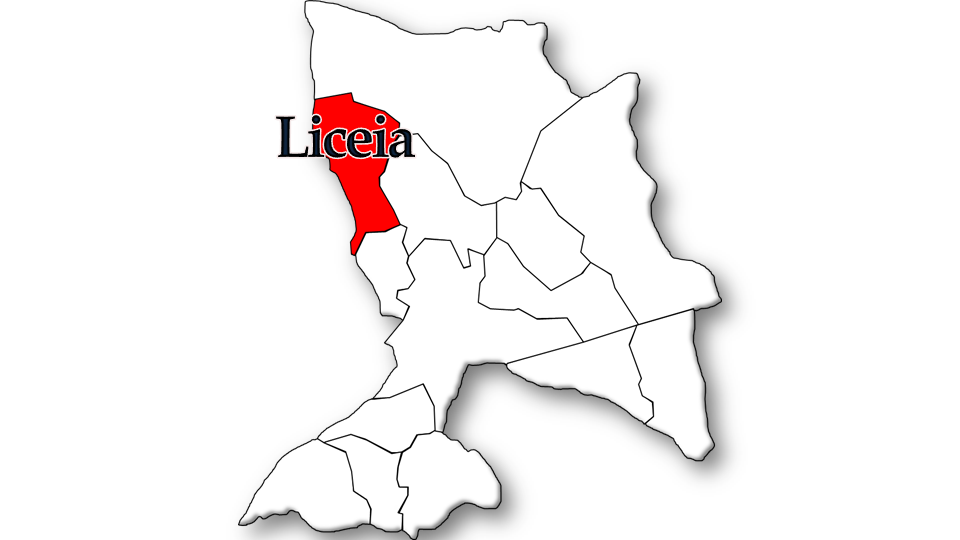
Localização no Município de Montemor-o-Velho

## Demografia
A população registada nos censos foi:
| Distribuição da População por Grupos Etários | Distribuição da População por Grupos Etários | Distribuição da População por Grupos Etários | Distribuição da População por Grupos Etários | Distribuição da População por Grupos Etários |
| -------------------------------------------- | -------------------------------------------- | -------------------------------------------- | -------------------------------------------- | -------------------------------------------- |
| Ano                                          | 0-14 Anos                                    | 15-24 Anos                                   | 25-64 Anos                                   | > 65 Anos                                    |
| 2001                                         | 213                                          | 193                                          | 709                                          | 244                                          |
| 2011                                         | 151                                          | 136                                          | 683                                          | 284                                          |
| 2021                                         | 102                                          | 104                                          | 541                                          | 304                                          |

## Património
O seu principal monumento é a Igreja Matriz de São Miguel Arcanjo, monumento antigo, do período Românico, que sofreu uma grande reforma mais tarde, já no século XVI, mantendo o aspecto que vemos actualmente.
No passado era anexada à igreja matriz de São Martinho (Montemor-o-velho). Surge integrada, em 1839, na comarca da Figueira da Foz e, a partir de 1862, na de Montemor-o-velho. A igreja está situada numa das áreas mais altas da freguesia. É um Monumento dedicado a São Miguel Arcanjo, cuja festa religiosa é celebrada a 29 de Setembro.
- Capela de Santo Cristo
- Cruzeiro 
- Capela de Nossa Sra. da Saúde